# Cristina Marsans
Cristina Marsans Astoreca (Madrid, 9 de mayo de 1946-Ibidem, 26 de agosto de 2018) fue una golfista amateur española, que forma parte de la leyenda de la historia del golf español, tras conseguir una de las colecciones de títulos más importantes.

## Palmarés deportivo
A lo largo de su larga trayectoria deportiva consiguió:
- Campeonato de España Amateur (6): 1968, 1972, 1973, 1974, 1975 y 1978; y cuatro subcampeonatos: 1965, 1969, 1971 y 1982.
- Campeonato de Dobles de España (3): 1965, 1972 y 1973; y dos subcampeonatos: 1966 y 1985.
- Campeonato Internacional de España Individual (4): 1965, 1977, 1979 y 1981.
- Campeonato Internacional de España Dobles (2): 1965 y 1971.
- Campeonato de España Mixto (1): 1972.
- Campeonato Internacional de Italia (1): 1975.
- Copa de Jerez (3): 1972, 1975 y 1981.

Y en su etapa sénior:
- Campeonato de España Individual Sénior (2): 1999 y 2004.
- Campeonato de España Dobles Sénior (4): 1999, 2000, 2001 y 2005.
- Campeonato Internacional de España Dobles Sénior (2): 1999 y 2001.
- Campeonato Internacional de Portugal Sénior (1): 2003.

También representó a España, dentro de la selección nacional de golf, en los Campeonatos del Mundo (seis ocasiones) y de Europa (nueve campeonatos).

## Real Federación Española de Golf
Tras su carrera deportiva, llena de éxitos, pasó a formar parte de la Junta Directiva de la RFEG, en diferentes cargos: Presidenta del Comité Femenino (1988-1992); Vicepresidenta del Comité Femenino (1998 y 2006); miembro del Comité de Disciplina y miembro del Comité de Honores (hasta 2005).
Desde la RFEG promovió la creación de los "Premios Madera Verde de Responsabilidad Medioambiental" para los campos de golf españoles así como los "Premios Valores Humanos", para fomentar valores solidarios y el cuidado del medioambiente. Incidió especialmente en cuestiones relacionadas con la calidad, el diseño y el entorno, animando a los clubes a realizar las gestiones oportunas para obtener la certificación ISO 14001.

## Premios y distinciones
- Medalla de Oro al Mérito de Golf (1975)